# فرانسوا الأول، دوق لورين
فرانسوا الأول (بالفرنسية: François Ier de Lorraine)‏ (23 أغسطس 1517 - 12 يونيو 1545) كان دوق لورين بين عامي 1544 حتى 1545.
تزوج من كريستينا من الدنمارك أبنة شقيقة كارلوس الخامس في 1541 وانجبت له ثلاثة أبناء، أصبحت كريستينا الوصية على أبنائها بعد وفاته في 1545.